# Moeno Sakaguchi
Moeno Sakaguchi (阪口 萌乃?, Sakaguchi Moeno; Prefettura di Kanagawa, 4 giugno 1992) è una calciatrice giapponese, centrocampista dell'INAC Kobe Leonessa e della Nazionale femminile giapponese.

## Carriera

### Club
Formatasi calcisticamente nel Tokoha Gakuen Tachibana High School e nella Waseda University, nel 2013 passò all'Albirex Niigata Ladies, permanendovi fino al 2019.
Nel 2020 venne ingaggiata dall'INAC Kobe Leonessa.

### Nazionale
Il 10 giugno 2018 debuttò con la Nazionale giapponese contro la Nuova Zelanda.

## Statistiche

### Cronologia presenze e reti in nazionale
| Cronologia completa delle presenze e delle reti in nazionale ― Giappone | Cronologia completa delle presenze e delle reti in nazionale ― Giappone | Cronologia completa delle presenze e delle reti in nazionale ― Giappone | Cronologia completa delle presenze e delle reti in nazionale ― Giappone | Cronologia completa delle presenze e delle reti in nazionale ― Giappone | Cronologia completa delle presenze e delle reti in nazionale ― Giappone | Cronologia completa delle presenze e delle reti in nazionale ― Giappone | Cronologia completa delle presenze e delle reti in nazionale ― Giappone |
| Data                                                                    | Città                                                                   | In casa                                                                 | Risultato                                                               | Ospiti                                                                  | Competizione                                                            | Reti                                                                    | Note                                                                    |
| ----------------------------------------------------------------------- | ----------------------------------------------------------------------- | ----------------------------------------------------------------------- | ----------------------------------------------------------------------- | ----------------------------------------------------------------------- | ----------------------------------------------------------------------- | ----------------------------------------------------------------------- | ----------------------------------------------------------------------- |
| 10-6-2018                                                               | Wellington                                                              | Giappone                                                                | 3 – 1                                                                   | Nuova Zelanda                                                           | Amichevole                                                              | -                                                                       | 45’                                                                     |
| 26-7-2018                                                               | Kansas City                                                             | Giappone                                                                | 2 – 4                                                                   | Stati Uniti                                                             | Tournament of Nations 2018                                              | 1                                                                       |                                                                         |
| 29-7-2018                                                               | East Hartford                                                           | Giappone                                                                | 1 – 2                                                                   | Brasile                                                                 | Tournament of Nations 2018                                              | -                                                                       |                                                                         |
| 2-8-2018                                                                | Bridgeview                                                              | Giappone                                                                | 0 – 2                                                                   | Australia                                                               | Tournament of Nations 2018                                              | -                                                                       | 72’                                                                     |
| 16-8-2018                                                               | Palembang                                                               | Giappone                                                                | 2 – 0                                                                   | Thailandia                                                              | Giochi asiatici                                                         | -                                                                       |                                                                         |
| 21-8-2018                                                               | Palembang                                                               | Giappone                                                                | 7 – 0                                                                   | Vietnam                                                                 | Giochi asiatici                                                         | -                                                                       | 59’                                                                     |
| 25-8-2018                                                               | Palembang                                                               | Giappone                                                                | 2 – 1                                                                   | Corea del Nord                                                          | Giochi asiatici                                                         | -                                                                       | 36’                                                                     |
| 28-8-2018                                                               | Palembang                                                               | Giappone                                                                | 2 – 1                                                                   | Corea del Sud                                                           | Giochi asiatici                                                         | -                                                                       | 55’                                                                     |
| 31-8-2018                                                               | Palembang                                                               | Giappone                                                                | 1 – 0                                                                   | Cina                                                                    | Giochi asiatici                                                         | -                                                                       |                                                                         |
| 11-11-2018                                                              | Tottori                                                                 | Giappone                                                                | 4 – 1                                                                   | Norvegia                                                                | Amichevole                                                              | -                                                                       | 78’                                                                     |
| 2-3-2019                                                                | Nashville                                                               | Giappone                                                                | 3 – 1                                                                   | Brasile                                                                 | SheBelieves Cup 2019                                                    | -                                                                       | 60’                                                                     |
| 5-3-2019                                                                | Tampa                                                                   | Giappone                                                                | 0 – 3                                                                   | Inghilterra                                                             | SheBelieves Cup 2019                                                    | -                                                                       | 45’                                                                     |
| Totale                                                                  |                                                                         | Presenze                                                                | 12                                                                      |                                                                         | Reti                                                                    | 1                                                                       |                                                                         |

## Palmarès

### Nazionale
- Coppa d'Asia: 1

Giordania 2018
- Giochi asiatici: 1

Giacarta 2018